# Il meglio del peggio
Il meglio del peggio è il secondo album del gruppo musicale Cattive Abitudini (ex Peter Punk).

## Tracce
1. E rabbia sia – 2:06
2. Il meglio del peggio – 1:37
3. Doppia R – 2:32
4. Catene – 2:56
5. Come me (Odio le canzoni d'amore) – 2:04
6. Il bivio – 1:57
7. Appartamentus – 1:54
8. Attenti al ladro – 1:47
9. Lacrime  – 4:52
10. Punti persi – 2:08
11. Giudizio Universale – 1:15
12. Infinito – 3:20 (24:53)

## Formazione
- Ettore Montagner - basso, cantante
- Stefano Fabretti - chitarra, cantante
- Nicola Brugnaro - batteria